# 滇桂豆腐柴
滇桂豆腐柴（学名：Premna confinis），为马鞭草科豆腐柴属下的一个种。